# Posca
Die Posca war ein nichtalkoholisches Getränk in der Zeit der römischen Antike. Es bestand aus Essigwasser und war auch der mittelalterlichen Fachliteratur bekannt. Für die echte Posca wurde Weinessig mit Wasser verdünnt. Die alkoholhaltige Variante aus saurem Wein und Wasser wurde Lora genannt.
Durch die leichte Zubereitung durch Mischen von Wasser und Weinessig wurde Posca zum Massengetränk. Aus dem antiken Kochbuch des Apicius ist ein Rezept für sauren Brotbrei überliefert, das Posca als Zutat nennt.